# 李轸
李轸（?—?），唐朝官員。
李亮四世孫，李神通之曾孫，泗州刺史李孟犨之第四子。李轸母為清河崔氏望族，唐朝著名詩人崔國輔即其舅父。李轸有兄弟四人，李權、李衡、李樞、李翼。李轸曾官歙州别驾。其事蹟失考。《全唐文》卷三七一載李轸親撰其父李孟犨之《泗州刺史李君神道碑》。